# Philip Mangano
Philip Mangano (nacido como Filippo Mangano; pronunciación en italiano: /fiˈlippo ˈmaŋɡano/; 13 de abril de 1898 – 19 de abril de 1951) fue un caporegime nacido en Italia y el segundo consigliere en lo que fue la familia criminal Mangano de Nueva York. Ocupó el cargo de consigliere por 20 años entre 1931 y 1951 mientras su hermano Vincent, era el jefe.
Mangano estuvo involucrado en la International Longshoremen's Association y en la política de la ciudad de Nueva York. En 1923, Mangano fue acusado por asesinato pero nunca fue condenado.
Mangano desapareció el 19 de abril de 1951. Ese mismo día, una mujer en un bote de pesca descubrió el cuerpo de Philip Mangano en un área pantanosa de Jamaica Bay en Brooklyn entre la crecida vegetación. Mangano había recibido tres disparos, uno en el cuello y dos en la cara. Se sospecha que él, junto con su hermano Vincent, quien desapareció ese mismo día, fueron asesinados por órdenes del subjefe de la familia Albert Anastasia de Brooklyn en 1951. Nadie fue arrestado por el asesinato de Mangano, pero se asumió ampliamente que Anastasia los había matado.